# Saint-Christophe (Allier)
Saint-Christophe település Franciaországban, Allier megyében. Lakosainak száma 431 fő (2022. január 1.). Saint-Christophe Billezois, Le Breuil, Isserpent, Molles, Saint-Étienne-de-Vicq és Saint-Prix községekkel határos.

## Népesség
A település népessége az elmúlt években az alábbi módon változott:
| Lakosok száma | 589  | 480  | 475  | 433  | 486  | 481  | 466  | 441  | 437  | 431  |
|               | 1968 | 1982 | 1990 | 2006 | 2013 | 2015 | 2017 | 2019 | 2020 | 2022 |